# Carl-Axel Hageskog
Carl-Axel Hageskog, född 24 maj 1954 i Nässjö, är en svensk professor och tennistränare. Han har en karriär som spelare med tre svenska mästerskap för Klubben Växjö TS, 1981 (utomhus), 1982 (utomhus) och 1982 (inomhus). Han nådde plats 398 på ATP-rankingen 1982 efter kvartsfinal i Swedish Open i Båstad. Som tränare har han varit engagerad för spelare som Mats Wilander (1974–1980), Anders Järryd (1985–1994), Henrik Holm (1991–1994) och Magnus Larsson (1994–2002).  
Carl-Axel Hageskog var anställd som förbundstränare/kapten för det svenska Davis Cup-laget 1983 till 2002. Efter att ha varit tränare för de svenska juniorerna blev han 1985 tillfrågad att tillsammans med Hans Olsson ta hand om Davis Cup-laget. Han fortsatte därefter tillsammans med Jonte Sjögren åren 1989–1994 och med sin trogne följeslagare Anders Järryd 1995–2002 att leda den svenska lagmaskinen. År 2001 startade han tillsammans med Mats Glemne programmet Coaching och Sport Management vid dåvarande Växjö universitet. År 2004 utnämndes Hageskog till professor i Idrottens ledarskap och jobbar vid Linnéuniversitetet i Växjö. På senare år har han även medverkat i boken Kreativ coaching: när det snurrar i bollen.

## Utmärkelser
- 2003 - Hans Majestät Konungens medalj av 8: storleken i högblått band
- 2007 - Prinsens plakett[5]